# Хоенфелде (Штормарн)
Хоенфелде (њем. Hohenfelde) општина је у њемачкој савезној држави Шлезвиг-Холштајн. Једно је од 55 општинских средишта округа Штормарн. Према процјени из 2010. у општини је живјело 51 становника. Посједује регионалну шифру (AGS) 1062033.

## Географски и демографски подаци
Хоенфелде се налази у савезној држави Шлезвиг-Холштајн у округу Штормарн. Општина се налази на надморској висини од 52 метра. Површина општине износи 1,6 km². У самом мјесту је, према процјени из 2010. године, живјело 51 становника. Просјечна густина становништва износи 31 становника/km².

## Међународна сарадња
| Мјесто | Држава    | Врста сарадње | Од    |
| ------ | --------- | ------------- | ----- |
|        | Финска    | партнерство   | 1982. |
|        | Француска | партнерство   | 1971. |
| Сковбо | Данска    | партнерство   | 1984. |
| Извор  |           |               |       |